# KS Gniezno
Klub Sportowy Gniezno – polski klub futsalowy z Gniezna, występujący w I lidze.

## Historia klubu
Klub KS Gniezno powstał w roku 1998 i rozpoczął rozgrywki w III lidze GTPNP jako zespół FIAT Pol Auto Gniezno. W sezonie 2000/2001 zespół pozyskał jako sponsora firmę Macioszek i występował pod jego nazwą. Rok później zespół miał już nowego sponsora i grał pod szyldem Czat Loos w II lidze reprezentując kawiarenkę internetową z osiedla Winiary. Już w sezonie 2002/2003 zespół pozyskał nowego sponsora jakim jest firma Lech Pol. W sezonie 2005/2006 w rozgrywkach Gnieźnienskiego Towarzystwa Piłki Nożnej Pięciosobowej (GTPNP) działała w klubie drużyna rezerw, która była zapleczem pierwszej drużyny. W tym okresie najbardziej znanymi zawodnikami z boisk trawiastych, którzy występowali w barwach Lech Polu byli Przemysław Urbaniak (Lech Poznań, Widzew Łódź), Waldemar Przysiuda (Lech Poznań), Paweł Iwanicki (Warta Poznań), Szymon Pawłowski (Zagłębie Lubin). Grę tak znanych zawodników umożliwiła współpraca pomiędzy z miejscową drużyną piłkarską KS Mieszko Gniezno. Po sezonie 2006/2007, w którym klub zdobył znaczące sukcesy w rozgrywkach środowiskowych, ze zdobyciem tytułu Vice Mistrza Wielkopolski włącznie, podjęto decyzję o zgłoszeniu klubu do rozgrywek ogólnopolskich. Zespół od tego momentu występował pod nazwą KS Gniezno. Pierwszy sezon w rozgrywkach ogólnopolskich okazał się udany, ponieważ jako beniaminek III ligi zawodnicy z Pierwszej Stolicy Polski uzyskali awans do wyższej klasy rozgrywek. W wyniki reorganizacji rozgrywek zespół od sezonu 2008/2009 występował na parkietach I Polskiej Ligi Futsalu organizowanej przez Polski Związek Piłki Nożnej. Przez wielu została uznana za "rewelację rozgrywek" kończąc je na 4 miejscu. W latach 2012/2015 klub posiadał także sekcję piłkarską. W pierwszym sezonie piłkarze Klubu Sportowego zajęli pierwsze miejsce w Klasie B, naste piłkarze z Gniezna występowali w grupie Poznań I Klasy A. We wrześniu 2015 roku w momencie fuzji 3 klubów piłkarskich, sekcja futsalu została wciągnięta w szeregi Mieszka Gniezna. Od sezonu 2018/19 klub ponownie występuje pod szyldem KS Gniezno. W sezonie 2023/2024 trenerami zespołu są Adam Heliasz i Arkadiusz Hofman.

## Sukcesy
- Awans do 1 Polskiej Ligi Futsalu w sezonie 2007/08[2]
- Final Four Pucharu Polski Futsalu w sezonie 2011/2012[2]
- Vice-mistrzostwo Polski w MMP U-20 w 2011[2]
- Mistrzostwo w Młodzieżowych Mistrzostwach Polski U-20 w 2012.[2]
- Baraż o Ekstraklasę Futsalu w sezonie 2012/13[2]
- Baraż o Ekstraklasę Futsalu w sezonie 2014/15[2]

## Obecny skład

### Kadra w sezonie 2023/2024[5]

#### Bramkarze
- Dawid Dymek
- Marek Gonda
- Wiktor Jóźwiak
- Dawid Kasprzyk
- Andrij Makarczuk

#### Rozgrywający
- Adam Alamenciak
- Bartosz Banasik
- Zbigniew Barańczyk
- Mikołaj Bereźnicki
- Wojciech Brenk
- Mikołaj Cypryański
- Marcin Greser
- Adam Heliasz
- Paweł Kadłubowicz
- Paweł Kaźmierczak
- Piotr Kaźmierczak
- Kamil Kijak
- Marcin Marcinkowski
- Mariusz Sawicki
- Wojciech Węgrzyn
- Kacper Woźny